# Sigvald Ohlsson
Sigvald Olof Mauritz Ohlsson, född 15 februari 1884 i Karlskrona, död 22 mars 1938 i Karlskrona, var en svensk modellör, driftschef, skulptör och målare.
Han var son till modellsnickaren Peter Ohlsson och Charlotta Andersson samt från 1914 gift med Gertrud Amalia Elmqvist. Efter avslutade studier vid Tekniska skolan i Karlskrona anställdes han som modellör vid Kakelfabriksaktiebolaget i Karlskrona och blev efter flera års tjänst företagets driftschef. I konstnärligt syfte gjorde han flera studieresor till Tyskland. Som skulptör utförde han ett trettiotal porträttreliefer och ett flertal porträttbyster av kända karlskronabor. Han medverkade i Karlskrona konstförenings utställningar 1917 och 1922 samt en konstutställning i Ronneby på 1920-talet med reliefer och porträttbyster. Vid Karlskronas jubileumsutställning 1930 visade han upp en reliefkarta över skärgården kring Karlskrona utförd i gips. Som målare visade han inte upp sin bildkonst offentligt vid några utställningar, den består av stilleben, figurer, porträtt och landskapsmåleri utförda i olja, pastell eller akvarell. 